# Lukáš Haraslín
Lukáš Haraslín (* 26. května 1996 Bratislava) je slovenský profesionální fotbalista, který hraje na pozici křídelníka za český klub AC Sparta Praha a za slovenský národní tým.

## Klubová kariéra
Na Slovensku začal s fotbalem ve svých 4 letech v bratislavském klubu FK Lamač, kde jej trénoval mj. jeho otec (otec i jeho děda taktéž v Lamači hráli). V 10 letech odešel do Slovanu Bratislava, kde jej vedli trenéři Marko, Rovenský, Varadin, Zachariáš, Bôbik, Prokop a v dorostu Brezík a Jozef Majoroš.

### Parma
Po ME U17, kde se prezentoval dobrým výkonem, jej zaregistrovala řada skautů. V létě 2013 přestoupil do italského klubu Parma FC, kde hrál za juniorku (tzv. tým Primavera).
V Serii A debutoval za Parmu 1. února 2015 ve věku 18 let na stadionu San Siro proti AC Milán, trenér Roberto Donadoni jej poslal na hřiště v 77. minutě. Parma utkání prohrála 1:3. Tou dobou se Parma topila v dluzích a klubu hrozila exekuce.

### Lechia Gdańsk
V létě 2015 změnil působiště, přestoupil do polského klubu Lechia Gdańsk. V polské nejvyšší soutěži odehrál Haraslín 5 sezón, nastoupil do 108 utkání a vstřelil 12 branek.

### Sassuolo
V lednu 2020 odešel na hostování do klubu US Sassuolo Calcio. Ve své první sezóně po návratu do Serie A nastoupil Haraslín do 11 utkání a vstřelil jednu branku.
Během sezóny 2020/21 se nedokázal Haraslín, i vinou zranění, prosadit do základní sestavy italského prvoligového týmu, nastoupil jen do 14 soutěžních utkání a v létě požádal klub o odchod.

### Sparta Praha

#### Sezóna 2021/22
V srpnu 2021 odešel na hostování s opcí do pražské Sparty. Ve svém čtvrtém utkání v české nejvyšší soutěži rozhodl gólem z přímého kopu jubilejní 300. pražské derby proti Slavii. 21. října vstřelil Haraslín dvě branky v utkání základní skupiny Evropské ligy proti francouzskému Olympique Lyon, prohře 3:4 však zabránit nedokázal. V dresu Sparty odehrál ve své první sezóně 42 soutěžních zápasů s bilancí šesti branek a osmi asistencí. Pražané zakončili ligovou sezonu na třetím místě a ve finále domácího poháru podlehli Slovácku.
Haraslín se v průběhu května 2022 stal kmenovým hráčem fotbalové Sparty, naplnily se totiž podmínky, které automaticky aktivovaly opci na přestup.

#### Sezóna 2022/23
Haraslín začal novou sezónu pod novým trenérem Brianem Priskem jako stabilní hráč základní sestavy. Po překvapivém vypadnutí z předkola Konferenční ligy, po prohře s norským Vikingem, utrpěl Haraslín zranění kolena, které ho vyřadilo ze hry na téměř dva měsíce. Na hřiště se vrátil až 15. října v ligovém utkání proti Pardubicím a dvěma asistencemi pomohl k výhře 5:2. V listopadu 2022 ovládl anketu LFA pro nejlepšího hráče měsíce v české nejvyšší soutěži. V jarní části sezóny patřil Haraslín ke klíčovým hráčům Sparty. Ve své druhé sezóně v Česku odehrál Haraslín 22 ligových zápasů, v nichž vstřelil 7 branek a na dalších 8 přihrál, a pomohl Spartě k ligovému titulu.

#### Sezóna 2023/24
V prvním kole sezóny 2023/24 dvěma góly rozhodl o výhře 2:0 nad Sigmou Olomouc. 31. srpna gólem přispěl k výhře 4:1 nad Dinamem Záhřeb ve čtvrtém předkole Evropské ligy a k postupu po předchozí prohře 1:3. Haraslín patřil ke klíčovým hráčům sestavy trenéra Priskeho, v základní skupině Evropské ligy vstřelil dvě branky (při prohře 1:2 na půdě Rangers a při výhře 1:0 nad španělským Realem Betis) a výrazně se tak podílel na postupu do vyřazovací fáze. 22. února se Haraslín střelecky prosadil při výhře 4:1 nad Galatasarayem a pomohl k postupu do osmifinále soutěže. O den později podepsal se Spartou novou víceletou smlouvu. Haraslín v sezóně 2023/24 nastoupil dohromady do 44 soutěžních utkání, vstřelil 16 branek a přidal 6 asistencí a se Spartou slavil zisk historického double.
Sezóna 2025/2026
V červenci roku 2025 byl zvolen novým kapitánem týmu AC Sparta Praha .

## Reprezentační kariéra
S výběrem do 17 let se Haraslín zúčastnil Mistrovství Evropy U17 2013, kde v semifinále podlehlo Slovensko Itálii. Tímto umístěním se kvalifikovalo na Mistrovství světa hráčů do 17 let 2013 ve Spojených arabských emirátech, kde slovenský tým vypadl osmifinále. V něm Haraslín kvůli nastřádaným žlutým kartám nehrál, ale v základní skupině nastoupil do všech tří zápasů (proti Brazílii, Hondurasu a Spojeným arabským emirátům).
Trenér Pavel Hapal jej zařadil v červnu 2017 do 23členné nominace na Mistrovství Evropy hráčů do 21 let 2017 v Polsku.
V červnu 2019 byl Haraslín poprvé nominován do slovenské seniorské reprezentace. Svůj debut si odbyl 7. června, při výhře 5:1 s Jordánskem vstřelil jednu branku a přidal dvě asistence. Svůj soutěžní debut si odbyl o čtyři dny později v utkání proti Ázerbájdžánu.
V létě 2021 byl Haraslín nominován na závěrečný turnaj EURO 2020. Na turnaji nastoupil do všech tří utkání základní skupiny, Slovensko však získalo jen tři body za vítězství nad Polskem a do vyřazovací fáze nepostoupilo.
Haraslín vstřelil svůj první soutěžní reprezentační gól v říjnu 2021, kdy se střelecky prosadil při remíze 2:2 s Chorvatskem v kvalifikačním utkání o mistrovství světa.
V létě 2024 se Haraslín dostal do nominace trenéra Francesca Calzony na turnaj EURO 2024 do Německa. Na turnaji nastoupil do čtyř utkání v základní sestavě. V druhém zápase v základní skupině asistoval na branku Ivana Schranze při prohře 1:2 s Ukrajinou. Slovensko na turnaji došlo do osmifinále, ve kterém vypadlo s Anglií po výsledku 1:2 po prodloužení.